# Ле-Пети-Кевийи
Ле-Пети-Кевийи (фр. Le Petit-Quevilly) — город на севере Франции, регион Нормандия, департамент Приморская Сена, округ Руан, центр одноименного кантона. Пригород Руана, расположен в 4 км к юго-западу от центра города, на противоположном берегу Сены, внутри одного из ее меандров. Через территорию коммуны проходит автомагистраль N338. Один из многочисленных городов-спутников Руана, входит в состав Метрополии Руан Нормандия.
Население (2018) — 22 291 человек.

## История
История коммуны Ле-Пети-Кевийи начинается с XII века, когда она была отделена от Ле-Гран-Кевийи. В XIX веке город пережил промышленную революцию. В 1848—1849 годах здесь была построена фабрика La Foudre (Молния), ставшая флагманом местной промышленности. Фабрика была упомянута в романе Ги де Мопассана "Милый друг". В 1932 году она была закрыта, и в настоящее время в историческом здании располагается группа телекоммуникационных компаний.

## Достопримечательности
- Часовня Святого Жюльена, построенная в 1150 году
- Развалины картезианского монастыря Святого Жюльена

## Экономика
Структура занятости населения:
- сельское хозяйство — 0,0 %
- промышленность — 10,5 %
- строительство — 13,5 %
- торговля, транспорт и сфера услуг — 46,4 %
- государственные и муниципальные службы — 29,6 %

Уровень безработицы (2017) — 20,2 % (Франция в целом —  13,4 %, департамент Приморская Сена — 15,3 %). 

Среднегодовой доход на 1 человека, евро (2018) — 17 930 (Франция в целом — 21 730, департамент Приморская Сена — 21 140).

## Демография
Динамика численности населения, чел.

## Администрация
Пост мэра Ле-Пети-Кевийи с 2008 года занимает Шарлотта Гужон (Charlotte Goujon), член Совета департамента Приморская Сена от кантона Ле-Пети-Кевийи. На муниципальных выборах 2020 года возглавляемый ею левый список победил в 1-м туре, получив 56,19 % голосов.
| Период | Период | Фамилия         | Партия                  | Примечания                                                                                |
| ------ | ------ | --------------- | ----------------------- | ----------------------------------------------------------------------------------------- |
| 1967   | 1983   | Анри Левийен    | Коммунистическая партия | член Генерального совета департамента                                                     |
| 1983   | 1989   | Робер Паже      | Коммунистическая партия | учитель, сенатор                                                                          |
| 1989   | 2001   | Франсуа Зимре   | Социалистическая партия | адвокат, дипломат, член Генерального совета департамента, депутат Европейского парламента |
| 2001   | 2019   | Фредерик Саншес | Социалистическая партия | дипломат, член Генерального совета департамента, член Регионального совета Нормандии      |
| 2019   |        | Шарлотта Гужон  | Социалистическая партия | преподаватель, специалист по коммуникациям, член Совета департамента                      |

## Города-побратимы
- Премниц, Германия
- Санта-Маринья, Португалия

## Галерея

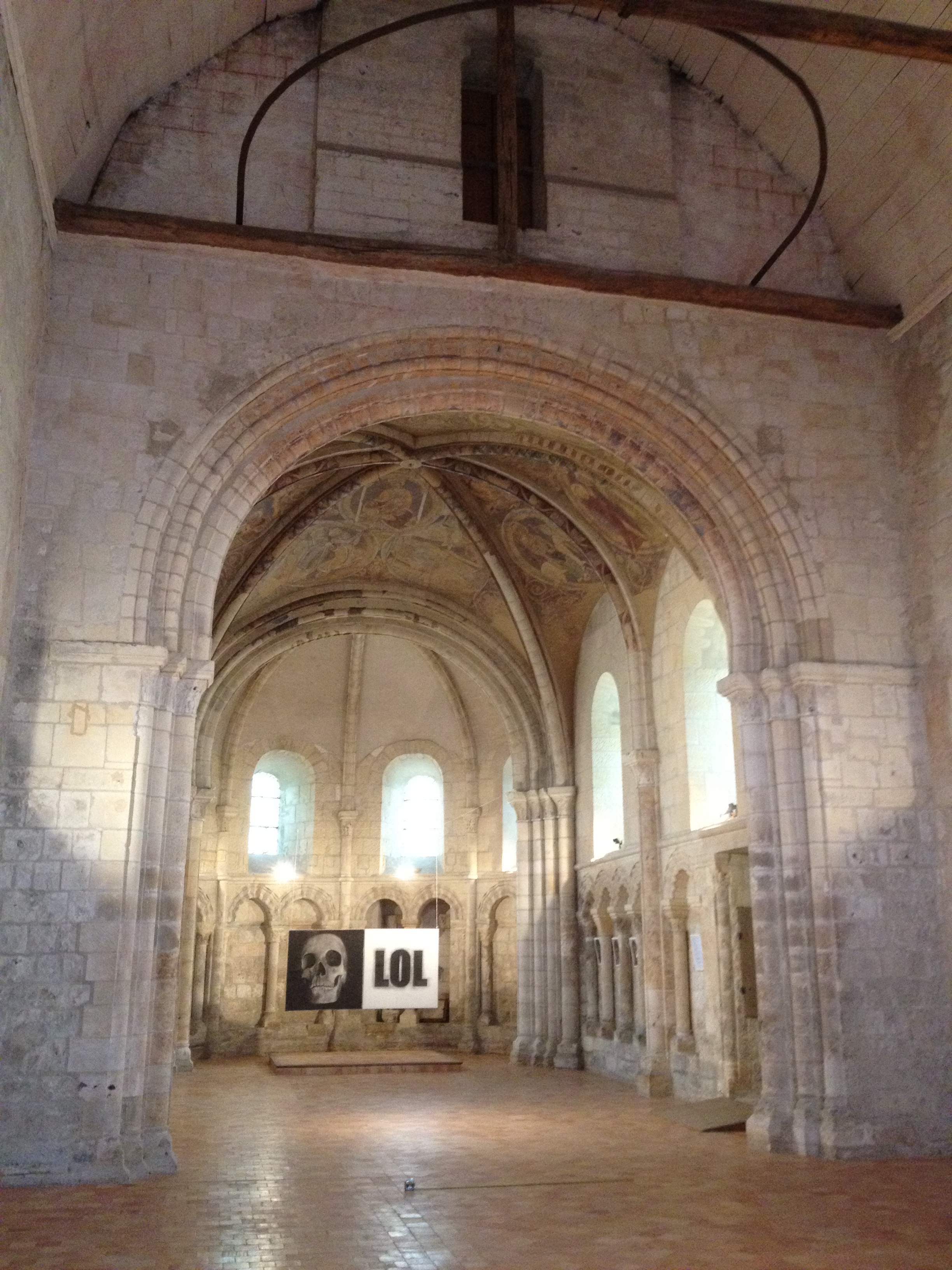
Интерьер часовни Святого Жюльена
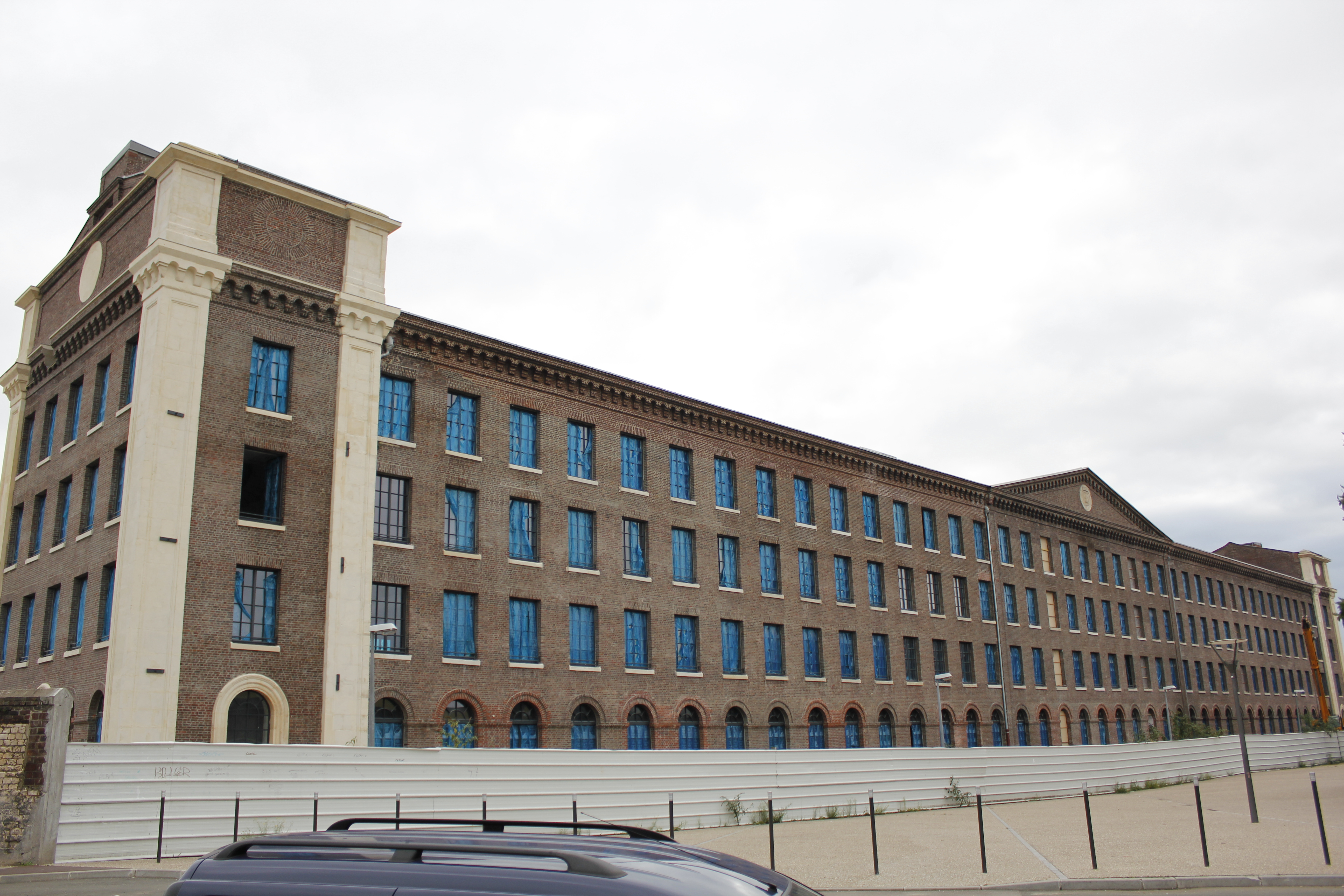
Бывшая фабрика "Молния"

1. 1 2  база данных о французских коммунах — Национальный географический институт Франции, 2015.